# Pathankot (distrikt)
Pathankot är ett distrikt i Indien.   Det ligger i delstaten Punjab, i den norra delen av landet, 400 km norr om huvudstaden New Delhi. Antalet invånare är 626 154. Arean är 929 kvadratkilometer. Pathankot gränsar till Hoshiarpur.
Terrängen i Pathankot är kuperad åt nordost, men åt sydväst är den platt.
Följande samhällen finns i Pathankot:
- Pathankot